# Philaethria dido
Philaethria dido là một loài bướm ngày thuộc họ Nymphalidae. Nó được tìm thấy ở from the Amazon Rainforest up to México. Một số con có thể được tìm thấy ở hạ thung lũng Rio Grande phía nam Texas.
Sải cánh dài khoảng 110 mm. Con trưởng thành bay từ tháng 7 đến tháng 12 ở Mexico.
Ấu trùng ăn các loài Passiflora, bao gồm Passiflora laurifolia, Passiflora vitifolia, Passiflora edulis, và Passiflora ambigua. Phân loài Philaethria dido choconensis chỉ ăn Passiflora vitifolia.

## Phân loài
Có hai phân loài được công nhận:
- Philaethria dido choconensis (chỉ được tìm thấy ở Tây Colombia)
- Philaethria dido dido